# Daniel Šmihula
```
Šablona:Významnosť
```

Daniel Šmihula (* 27. dubna 1972, Bratislava) je slovenský právník a politolog, který publikuje i v českých vědeckých a odborných periodikách.

## Životopis
Absolvent Lékařské (1996) a Právnické fakulty (2001) Univerzity Komenského v Bratislavě. V roce 2002 získal doktorát (JUDr.) na Právnické fakultě Trnavské univerzity v oblasti mezinárodního práva. V letech 2001–2004 interní doktorand Ústavu politických věd Slovenské akademie věd (PhD.) v oblasti teorie politiky. Vedoucím jeho disertační práce byl český politolog Oskar Krejčí. V letech 2002–2008 postgraduální doktorandské studium na Právnické fakultě Vídeňské univerzity v oblasti evropského a mezinárodního práva (Doctor iuris – jeho školitelem byl profesor Dr. Peter Fischer). Od roku 2014 docentem v oboru "teorie a dějiny státu a práva".
Od roku 2002 působí ve státní správě Slovenské republiky (Úřad vlády SR) a v Ústavu politických věd SAV. Zároveň v letech 2006-2020 vyučoval na Středoevropské vysoké škole v Skalici (na Slovensku) a v letech 2007-2009 na Univerzitě Konstantina Filozofa v Nitře. Je členem Mensy Slovensko, byl aktivní ve fandomu.

## Knihy
- Štát a medzinárodný systém, Bratislava, VEDA, 2005
- Použitie silových prostriedkov v medzinárodných vzťahoch, VEDA, Bratislava, 2007
- Teória štátu a práva, Bratislava, 2010
- National Minorities in International and European Law, Saarbrücken, 2010
- Najstaršie dejiny spoločnosti, štátu a práva, Bratislava, 2011
- Úvod do teórie medzinárodného práva súkromného, Bratislava, EPOS, 2012
- O práve a štáte, Bratislava, EPOS, 2013
- Evolúcia práva, Bratislava, EPOS, 2013
- K otázkam medzinárodných vzťahov, Bratislava, 2014
- Vojenská služba, politické práva a občianstvo, Plzeň, 2015